# Moustafá Moustafá
Moustafá Moustafá (turc : Mustafa Mustafa, grec moderne : Μουσταφά Μουσταφά), né en 1955 à Komotiní, est un homme politique grec, membre de la SYRIZA.

## Biographie
Il est candidat aux élections législatives grecques de 2009 pour la SYRIZA.
Aux élections législatives grecques de janvier 2015, il est élu député au Parlement grec sur la liste de la SYRIZA dans la circonscription de Rhodope.